# عصر البراءة
عصر البراءة (بالإنجليزية: The Age of Innocence) هو فيلم دراما رومانسي أمريكي أنتج في عام 1993 عن رواية عصر البراءة بقلم إديث وارتون، وهو من إنتاج شركة كولومبيا بكشرز وإخراج مارتن سكورسيزي، وبطولة دانيال دي لويس وميشيل فايفر ووينونا رايدر، الفيلم فاز بجائزة أوسكار لأفضل تصميم أزياء ورشحت وينونا رايدر لجائز الأوسكار لأفضل ممثلة في دور ثانوي، ورشح الفيلم لجائزة الأوسكار عن أفضل سيناريو مقتبس وأفضل موسيقى وأفضل إخراج فني.

## روابط خارجية
- عصر البراءة على موقع IMDb (الإنجليزية)
- عصر البراءة على موقع ميتاكريتيك (الإنجليزية)
- عصر البراءة على موقع الموسوعة البريطانية (الإنجليزية)
- عصر البراءة على موقع روتن توميتوز (الإنجليزية)
- عصر البراءة على موقع نتفليكس (الإنجليزية)
- عصر البراءة على موقع ألو سيني (الفرنسية)
- عصر البراءة على موقع Turner Classic Movies (الإنجليزية)
- عصر البراءة على موقع أول موفي (الإنجليزية)
- عصر البراءة على موقع بوكس أوفيس موجو (الإنجليزية)
- عصر البراءة على موقع فيلمافينيتي (الإسبانية)